# Гусєво-2 (Псковська область)
Гусєво-2 (рос. Гусево-2) — присілок в Себезькому районі Псковської області Російської Федерації.
Населення становить 14 осіб. Входить до складу муніципального утворення Муніципальне утворення Себеж.

## Історія
Від 2015 року входить до складу муніципального утворення Муніципальне утворення Себеж.

## Населення
| 2001 | 2002 | 2010 |
| ---- | ---- | ---- |
| 20   | ↗24  | ↘14  |